# Tom Robbins
Thomas Eugene Robbins (22. července 1932 Blowing Rock, Severní Karolína, USA – 9. února 2025 La Conner, Washington, USA) byl americký spisovatel, píšící pod jménem Tom Robbins.

## Mládí
Tom Robbins se narodil 22. července 1932 v Blowing Rock (Severní Karolína, USA) Georgi T. Robbinsovi a Katherine B. Robinsonové. Oba Robbinsovi dědečci působili jako baptističtí kazatelé. Jeho vzdáleným příbuzným je i spisovatel Daniel Defoe. Robbinsův otec pracoval jako elektrotechnik a charakter jeho práce nutil rodinu k častému stěhování. Po změně vlastnických poměrů u jeho zaměstnavatele se Robbinsovi přestěhovali do státu Virginie, nejprve do Urbanny a později do Richmondu.
Robbinsův prospěch a chování na střední škole nebyly na takové úrovni, aby získal doporučení ke studiu na univerzitě, a proto nastoupil na Hargraveovu vojenskou akademii ve virginském Chathamu. Přispíval do školních novin a za povídku Vúdú měsíc získal Medaili za esej.
V 50. letech 20. století Robbins studoval žurnalistiku na Washingtonově a Leeově univerzitě. V prvním ročníku pracoval jako elév sportovní redakce školních novin, kde jako jeho nadřízený působil později známý novinář Tom Wolfe. Dále Robbins pracoval jako stážista v listu Richmond Times-Dispatch. Studia předčasně opustil na konci druhého ročníku, krátce pracoval na poštovním oddělení pojišťovny v Richmondu a poté ve stavební společnosti.
V roce 1953 se Robbins přihlásil do armády („můj život dospěl do bodu, kdy jsem nevěděl, co dál“) a u letectva strávil následující čtyři roky jako meteorolog, včetně ročního pobytu na vojenské základně v Koreji. Po návratu z Asie strávil ještě dva roky na vojenské základně Offut v Nebrasce, patřící Strategickému velení vzdušných sil. Během svého vojenského angažmá se Robbins úspěšně zapojoval do armádních literárních soutěží. Z letectva odešel v roce 1957, vrátil se do Richmondu a naplno se zapojil do žurnalistiky a do života místní bohémské scény. Zde si získal reputaci svými performancemi a autorským čtením poezie v beatnickém podniku Rhinoceros Coffee House.

## Raná práce v médiích
Robbins se během studia na Richmondském profesním institutu (později integrovaném do Virginské státní univerzity) stal šéfredaktorem školních novin Proscript. V posledním ročníku školy rovněž pracoval na plný úvazek ve sportovní rubrice listu Richmond Times-Dispatch. V redakci těchto novin působil i po úspěšném dokončení institutu. Jižanská společenská atmosféra Richmondu však na liberální povahu Robbinse působila stále tíživěji, což se budoucí spisovatel rozhodl rázně vyřešit.

## Odchod do Seattlu
V lednu 1962 se Robbins spolu se svou druhou ženou Susan odstěhoval do Seattlu, kde začal pracovat pro Seattle Times jako umělecký kritik. Rok 1965 však strávil v New Yorku, aby mohl sbírat podklady pro svou plánovanou knihu o malířích Jacksonu Pollockovi a Chaimu Soutinovi. V roce 1966 psal sloupky o umění pro Seattle Magazine a příležitostně i pro Art in America a Artforum. Rovněž moderoval rozhlasovou „undergroundovou“ show na nekomerční stanici KRAB-FM. Jak Robbins tvrdí, svůj originální literární styl objevil v roce 1967 při psaní recenze na koncert skupiny The Doors. Tom Robbins žije v Seattlu dodnes.

## Spisovatelské období
V roce 1966 Robbinse kontaktoval editor nakladatelství Doubleday Luthor Nichols s nabídkou napsat knihu o umění amerického Severozápadu. Robbins se však svěřil, že má v plánu napsat román a Nicholsovi stručně popsal zápletku, kterou později skutečně použil (i když v mírně upravené podobě) ve své první knize Další dálniční atrakce.
V roce 1967 se Robbins přestěhoval do South Bend (stát Washington), kde Další dálniční atrakci napsal a dokončil. Roku 1970 se přesunul do městečka La Conner poblíž Seattlu. Ve svém domě na Second Street pak napsal všechny své následující knihy (ačkoliv v 90. letech 20. století strávil dva roky v indiánské rezervaci kmene Swinomišů).
V osmdesátých a na počátku devadesátých let 20. století Robbins pravidelně přispíval do časopisu Esquire. Příležitostně také psal pro Playboy, The New York Times a pro GQ. Vybraná časopisecká tvorba Toma Robbinse je zařazena do souboru Pozpátku letící divoké kachny.
Během své spisovatelské kariéry Robbins absolvoval autorská čtení na čtyřech kontinentech, včetně vystoupení na festivalech V Austrálii a Mexiku nebo v nočních klubech v Anglii a Německu.

## Ocenění
V roce 1997 získal Robbins cenu Bumbershoot Golden Umbrella za celoživotní umělecký přínos, která se každoročně udílí na festivalu umění Bumbershoot v Seattlu.
V roce 2000 byl Tom Robbins časopisem Writer's Digest zařazen mezi sto nejlepších spisovatelů 20. století.
V říjnu 2012 obdržel cenu knihovny ve Virginii za celoživotní literární přínos.

## Další aktivity
Během svého pobytu v New Yorku v roce 1965 se Robbins stal členem Cinematéky newyorských filmařů.
V polovině šedesátých let, jakožto součást umělecké scény Seattlu, přispíval Robbins do uměleckých publikací, psal eseje do muzejních katalogů nebo organizoval výstavy v galeriích. Robbins je podporovatelem učení indického mystika Osha. S mytologem Josephem Campbellem strávil tři týdny na obřadních místech v Mexiku a Střední Americe. Rovněž studoval mytologii v Řecku a na Sicílii spolu s literátem Robertem Blyem. Robbins také cestoval do odlehlého malijského města Timbuktu.
V roce 2013 byl Robbins členem poradního sboru iniciativy Marijuana Policy Project, která si klade za cíl změnit přístup americké politiky k užívání marihuany. Do činnosti iniciativy jsou dále zapojeni např. Jack Black nebo Jello Biafra.
Robbins působil osm let jako rozhodčí seattleské soutěže ve vyřezávání z lančmítu. Ve svém domě v La Conner organizoval každoroční ochutnávku majonézy, často s více než dvaceti mezinárodními variacemi.

## Osobní život a vlivy
Robbins v 60. letech intenzivně studoval zenbuddhismus, taoismus, tantrický hinduismus a súfismus. V té době také poprvé okusil LSD a peyotl. Silně na něj zapůsobily osobnosti a názory Allena Ginsberga, malíře Morrise Gravese a v pozdějších letech rovněž Timothy Learyho.
Robbins se v roce 1987 oženil s Alexou d´Avalon, s níž žije dodnes, spolu s jejich psem pojmenovaným Blini Tomato Titanium. Z předchozích manželství má tři syny (Rip, Kirk a Fleetwood).
Robbins se přátelil s Terrencem McKennou, jehož vliv je patrný na některé z Robbinsových knih. Hlavní postava knihy V žabím pyžamu (Larry Diamond) hlásá teorie obdobné těm, které popularizoval McKenna, včetně názorů o vlivu psychotropních rostlin na historii a kulturu lidstva. Robbins byl také v kontaktu s Timothy Learym, který se stal vzorem pro protagonistu románu Parfém bláznivého tance (Wiggs Dannyboy). Robbins prohlásil, že s Learym užívali LSD.

## Film
Zatím jediným Robbinsovým románem, který se dočkal filmové podoby, je I na kovbojky občas padne smutek (Even Cowgirls Get the Blues), který v roce 1993 zfilmoval podle vlastního scénáře Gus Van Sant. V hlavní roli stopařky s nadměrně velikými palci Sissy Hankshaw se objevila Uma Thurman, jejího snoubence Juliana Gitche hrál Keanu Reeves, Sissyina patrona Hraběnku ztvárnil britský herec John Hurt. Sám Robbins se ve snímku, který se knihy drží pouze v hlavní příběhové linii (a vynechává tak nejen motiv Hodinových lidí, Hodinového stroje, ale i postavu dr. Robbinse), ujal role vypravěče.
Kvalita filmu není příliš vysoká, což je způsobeno pravděpodobně tím, že Robbinsova předloha je příliš vrstevnatá a Van Santovi se zkrátka nepovedlo převést její působivou atmosféru na filmové plátno.
Zatím nevyužitý filmový scénář podle Robbinsova románu Další dálniční atrakce, který měl režírovat Hal Ashby, napsal Michael Dare a je k nahlédnutí na http://www.disinfotainmenttoday.com/darenet/ara.htm Archivováno 26. 3. 2006 na Wayback Machine.
Ve fázi příprav je rovněž zfilmování Robbinsových románů Když se z teplých krajů vrátí rozpálení invalidé a Zátiší s Datlem. Robbins je přítelem režiséra Alana Rudolpha a objevil se v minirolích v několika jeho filmech (např. návštěvník baru ve filmu Snídaně šampionů).

## Dílo
- Další dálniční atrakce (Another Roadside Attraction, 1971, česky Argo 1997)
- I na kovbojky občas padne smutek (Even Cowgirls Get the Blues, 1976, česky Votobia 1996)
- Zátiší s Datlem (Still Life with Woodpecker, 1980, česky Argo 2000)
- Parfém bláznivého tance (Jitterbug Perfume, 1984, česky Argo 1996)
- Hubené nohy a všechno ostatní (Skinny Legs and All, 1990, česky Argo 1998)
- V žabím pyžamu (Half Asleep in Frog Pajamas, 1994, česky Argo 2002)
- Když se z teplých krajů vrátí rozpálení invalidé (Fierce Invalids Home from Hot Climates, 2000, česky Argo 2004)
- Vila Inkognito (Villa Incognito, 2003, česky Argo 2005)
- Pozpátku letící divoké kachny (Wild Ducks Flying Backwards, 2005, česky Argo 2007) (eseje a krátké povídky)
- P jako pivo, (B is for Beer, 2009, česky Argo 2009), audiokniha (OneHotBook, 2015)
- Tibetský broskvový koláč (Tibetan Peach Pie: A True Account of an Imaginative Life, 2014, česky Argo 2015) (memoáry)

V roce 2010 vyšel v USA pod názvem Conversations with Tom Robbins soubor více než dvaceti rozhovorů, pokrývajících období od 70. let 20. století do současnosti.